# Прва фудбалска лига Енглеске
Прва фудбалска лига Енглеске, односно Прва лига (енгл. Football League One), или по спонзору Скај бет лига 1 (енгл. Sky Bet League 1) је трећа најјача енглеска фудбалска лига, након Премијер лиге и Чемпионшипа.
Назив Прва фудбалска лига Енглеске је уведен од сезоне 2004./2005. пошто је ова лига претходно носила има Енглеска друга фудбалска дивизија, а прије увођења Премијер лиге Енглеска трећа фудбалска дивизија.
Најдужи стаж у лиги има Олдхем атлетик. Последњи пут изван Прве лиге је играо у сезони 1996./1997. када је био члан Чемпионшипа. Тренутно у Првој лиги игра пет бивших премијерлигашких клубова: Брадфорд сити, Ковентри сити, Олдхем атлетик, Шефилд јунајтед и Виган атлетик.

## Структура
Прва лига се састоји од 24 клуба. Сваки клуб игра два пута против осталих клубова (једном код куће и једном у гостима). Уколико на крају сезоне клубови имају једнак број бодова, коначан поредак одређује се на темељу следећих критерија: гол разлика, број победа и коначно, разигравањем.
На крају сваке сезоне прва два клуба, заједно са победником разигравања клубова који су сезону завршили на позицијама између 3. и 6. места, пласирају се у Чемпионшип.
Са друге стране, четири последњепласирана клуба испадају у Другу лигу, а прва три клуба те лиге, заједно са победником разигравања (екипе које су завршиле на позицијама од 4. до 7. места), пласирају се у Прву лигу.

## Састав Прве лиге у сезони 2019/20.
- Акрингтон стенли
- Вимблдон
- Блекпул
- Бристол Роверс
- Бертон албион
- Бери
- Болтон вондерерси
- Ковентри сити
- Донкастер роверси
- Флитвуд Таун
- Гилингам
- Ипсвич Таун
- Линколн Сити
- Милтон Кинс донс
- Оксфорд јунајтед
- Питерборо јунајтед
- Портсмут
- Рочдејл
- Ротерам јунајтед
- Шрузбери Таун
- Саутенд јунајтед
- Сандерланд
- Транмер роверси
- Вајкомб вондерерси